# Ауэ, Христофор Александрович
Христофо́р Алекса́ндрович Ауэ (19 сентября 1884 — после 1956) — полковник лейб-гвардии 3-го стрелкового полка, герой Первой мировой войны.
Окончил 1-й кадетский корпус (1902) и Павловское военное училище (1904), откуда выпущен был подпоручиком в лейб-гвардии Стрелковый полк.
В Первую мировую войну штабс-капитан Ауэ вступил в рядах лейб-гвардии 3-го стрелкового полка. Был пожалован Георгиевским оружием
За то, что в бою под Нешавой 27-го августа 1914 года взял с ротой под губительным огнем противника австрийский окоп, в котором найдено около ста австрийских трупов. Во время атаки оба младших офицера и 50 стрелков выбыли из строя убитыми и ранеными.
и удостоен ордена Святого Георгия 4-й степени
За то, что в бою у д. Карвово с 19-го на 20-е февраля 1915 года за высоту 85,0 при штыковой атаке своею ротою, выбил противника из окопов и захватил два действовавших германских пулемета и пленных.
В роте Х. А. Ауэ был сформирован пулеметный взвод из трофейных германских пулеметов, взятых в феврале 1915 г. под Ломжей.
К концу войны — полковник лейб-гвардии 3-го стрелкового полка.
В эмиграции в Австралии. Состоял членом полкового объединения, сотрудничал в журнале «Военная быль». Умер после 1956 года в Сиднее.

## Награды
- Орден Святой Анны 4-й ст. с надписью «за храбрость» (ВП 22.11.1914);
- Георгиевское оружие (ВП 3.01.1915);
- Орден Святой Анны 2-й ст. с мечами (ВП 12.02.1915);
- Орден Святого Станислава 2-й ст. с мечами (ВП 3.03.1915);
- Орден Святого Владимира 4-й ст. с мечами и бантом (ВП 8.04.1915);
- Орден Святого Станислава 3-й ст. с мечами и бантом (ВП 30.04.1915);
- Орден Святого Георгия 4-й ст. (ВП 29.05.1915).